# Chant X de l'Énéide
Le Chant X de l’Énéide de Virgile fait le récit d’une assemblée des dieux, puis des événements qui suivent le retour au combat d’Énée après son alliance conclue avec Évandre et divers peuples des environs.

## Assemblée des dieux
Jupiter réunit les dieux afin de savoir pourquoi des combats ont lieu contre sa volonté. Vénus lui fait valoir que les Troyens s'installent en Italie parce que tel est leur destinée annoncée par les oracles. Mais si Jupiter en décide autrement, elle le supplie de laisser au moins la vie sauve à son fils Énée et au fils de celui-ci, Ascagne. Junon, quant à elle, accuse Vénus d’avoir déclenché le conflit en obligeant les Latins à se soumettre à des étrangers. Elle lui reproche aussi d’intervenir sans cesse pour sauver Énée. Jupiter ne prend aucun parti.

## Arrivée d'Énée et catalogue des vaisseaux
De son côté, Énée navigue vers le campement troyen, accompagné de ses alliés étrusques. En outre, il est accompagné de Latins qui sont opposés à Mézence, et la flotte qu’il dirige à présent compte alors une trentaine de navires. 
À l’instar du Catalogue des vaisseaux et du Catalogue des Troyens du chant II de l’Iliade, après le catalogue des troupes troyennes et latines au chant VII de l'Énéide, Virgile présente un autre catalogue, celui des navires de troupes étrusques du roi Tarchon, dont voici les chefs :
| Chef     | Description                               |
| -------- | ----------------------------------------- |
| Massicus | Commandant du Tigre.                      |
| Abas     | Homonyme d’un soldat d’Énée.              |
| Asilas   | Homonyme d’un soldat d’Énée.              |
| Astyr    |                                           |
| Cupavon  | Chef ligure.                              |
| Cynire   | Chef ligure.                              |
| Ocnus    | Fils du dieu-fleuve du Tibre et de Manto. |
| Mincius  | Dieu-fleuve du Mincio.                    |
| Aulestès | Commandant du Triton.                     |

C’est alors que les navires troyens qui ont été changés en nymphes grâce à Vénus apparaissent à Énée, le conseillant de ne pas hésiter à se battre contre les Rutules.

## La bataille
Les navires d’Énée et de ses alliés Étrusques arrivent au campement. La bataille éclate, Énée tue un grand nombre d’ennemis, mais aucun des deux camps ne prend l’avantage.
Devant la détermination de leurs adversaires, les cavaliers arcadiens songent à abandonner, mais Pallas, leur chef, les exhorte à continuer. Il aperçoit alors Lausus, fils de Mézence, dans le camp ennemi. Mais ce dernier ne peut affronter Pallas, et laisse sa place à Turnus. Au moment d'affronter celui-ci, Pallas, bien résolu à l'emporter, prie Hercule de le soutenir :
| « [...] Alcide, coeptis ingentibus adsis. Cernat semineci sibi me rapere arma cruenta uictoremque ferant morientia lumina Turni. » — 461-463 | « Hercule! entends ma voix des palais éternels. Dit-il; que ce Turnus à sa main expirante Me voie ici ravir son armure sanglante; Qu'il descende aux enfers la rage dans le cœur, Et que ses yeux mourants contemplent son vainqueur! » — Traduction Jacques Delille |

Hercule, sachant proche la fin de Pallas, « fond en larmes » (465), sur quoi son père Jupiter lui inculque ce morceau de sagesse :
| « Stat sua cuique dies, breue et inreparabile tempus omnibus est uitae : sed famam extendere factis, hoc uirtutis opus. Troiae sub moenibus altis tot nati cecidere deum ; quin occidit una Sarpedon, mea progenies. Etiam sua Turnum fata uocant, metasque dati peruenit ad aeui. » — 467-472 | « Mon fils, dit Jupiter, dans cet humain séjour Chaque mortel paraît, disparaît sans retour; Mais par d'illustres faits vivre dans la mémoire, Voilà la récompense et le droit de la gloire. Ilion vit périr plus d'un enfant des dieux, Et Sarpédon mon fils n'est il pas mort comme eux? Ce fier Turnus lui-même, il faudra bien qu'il meure; Et la Parque déjà file sa dernière heure. » — Traduction Jacques Delille |

À la suite d'un combat sans merci, le Rutule parvient à tuer Pallas, et lui enlève son baudrier, mais accepte de rendre le cadavre du vaincu.
La nouvelle de la mort de Pallas parvient à Énée. Ce dernier entre alors dans une colère noire, et d'abord il capture huit jeunes hommes du camp ennemi pour les sacrifier sur le bûcher que brûlera Pallas, puis massacre un grand nombre de guerriers, avec l’aide de Vénus: avec son épée, il tue aussi le jeune et blond Camertés, roi d'Amyclae. Turnus est en grand danger quand Jupiter, afin de compenser l’aide apportée par Vénus à Énée, accepte que Junon sorte le Rutule de ce mauvais pas. Cette dernière crée alors un fantôme à l'image d'Énée et le dirige vers la flotte de Turnus, afin que ce dernier le suive. Son plan se déroule à merveille, et, une fois le roi des Rutules monté sur le navire, le fantôme disparaît et l’embarcation prend le large.
Turnus étant parti, Mézence prend le commandement. Les combats continuent inlassablement, et aucun des deux camps ne prend l’avantage, au grand désespoir des dieux. Mézence veut alors s’attaquer à Énée et lui lance son javelot, qui rebondit sur le bouclier de Vulcain. Énée riposte alors et blesse Mézence, qui doit se retirer.
Lausus, le fils de Mézence, défie alors Énée, qui le tue. À la nouvelle de la mort de Lausus, bien que blessé à la cuisse, Mézence décide de rebrousser chemin pour venger son fils. Une lance dans chaque main, il pénètre dans la mêlée, où il trouve Énée, qu’il charge trois fois; Énée le désarçonne et, finalement, le tue d’un coup d’épée dans la gorge.